# McCormick (Familienname)
McCormick (oder MacCormick) ist ein Familienname, der im englischen Sprachraum auftritt.

## Herkunft und Bedeutung
McCormick ist ein ursprünglich patronymisch gebildeter Familienname irischer Herkunft (irisch Mac Cormaic) mit der Bedeutung „Sohn des Cormac“ (dessen wörtliche Übersetzung wiederum „Sohn der Schändung“ lautet).

## Namensträger
- Andrew McCormick (* 1967), neuseeländisch-japanischer Rugby-Union-Spieler
- Anne Elizabeth O’Hare McCormick (1882–1954), US-amerikanische Journalistin
- Carolyn McCormick (* 1959), US-amerikanische Schauspielerin
- Charles McCormick († 2021), US-amerikanisch-schweizerischer Basketballspieler
- Cody McCormick (* 1983), kanadischer Eishockeyspieler
- Cyrus McCormick (1809–1884), US-amerikanischer Erfinder und Landmaschinenhersteller
- Dale McCormick (* 1947), US-amerikanische Politikerin
- David A. McCormick (David Alan McCormick; * 1958), US-amerikanischer Neurobiologe
- David H. McCormick (David Harold McCormick; * 1965), US-amerikanischer Offizier, Professor und Politiker
- Debbie McCormick (* 1974), US-amerikanische Curlerin
- Donald McCormick (* 1945), kanadischer Tennisspieler
- Fergus McCormick (1939–2018), neuseeländischer Rugby-Union-Spieler
- George McCormick (1933–2018), US-amerikanischer Musiker
- Gregory John McCormick (1964–2008), US-amerikanischer Sänger, Mitglied von Shock Therapy
- Henry Clay McCormick (1844–1902), US-amerikanischer Politiker
- James C. McCormick († 2007), US-amerikanischer Raketentechniker
- James Robinson McCormick (1824–1897), US-amerikanischer Politiker
- Jenna McCormick (* 1994), australische Fußballspielerin
- Jennie McCormick, neuseeländische Astronomin
- John McCormick (* 1954), britisch-US-amerikanischer Politikwissenschaftler
- John O. McCormick (1918–2010), US-amerikanischer Literaturwissenschaftler
- John W. McCormick (1831–1917), US-amerikanischer Politiker
- Joseph Carroll McCormick (1907–1996), US-amerikanischer Bischof
- Joseph McCormick (Jurist) (1814–1879), US-amerikanischer Jurist und Politiker
- Joseph McCormick (Eishockeyspieler) (1895–1958), US-amerikanisch-kanadischer Eishockeyspieler
- Joseph Medill McCormick (1877–1925), US-amerikanischer Politiker
- Katharine McCormick (1875–1967), US-amerikanische Frauenrechtlerin und Mäzenin
- Kathaleen McCormick (* 1979), US-amerikanische Juristin
- Kathryn McCormick (* 1990), US-amerikanische Tänzerin und Schauspielerin
- Kelly McCormick (Wasserspringerin) (* 1960), US-amerikanische Wasserspringerin
- Kelly McCormick (Filmproduzentin) (* 1977), US-amerikanische Filmproduzentin
- Kenneth Dale McCormick (1906–1997), US-amerikanischer Redakteur
- Lawrence McCormick (1890–1961), kanadischer Eishockeyspieler
- Liam McCormick (1916–1996), irischer Architekt
- Luke McCormick (Fußballspieler, 1983) (* 1983), englischer Fußballtorwart
- Luke McCormick (Fußballspieler, 1999) (* 1999), englischer Fußballspieler
- Lynde D. McCormick (1895–1956), US-amerikanischer Admiral
- Mack McCormick (1930–2015), US-amerikanischer Folklore- und Musikforscher
- Malcolm James McCormick (1992–2018), US-amerikanischer Rapper, siehe Mac Miller
- Maureen McCormick (* 1956), US-amerikanische Schauspielerin
- Max McCormick (* 1992), US-amerikanischer Eishockeyspieler
- Michael McCormick (* 1951), US-amerikanischer Mediävist und Archäologe
- Mike McCormick (Baseballspieler, 1882) (Michael Joseph McCormick; 1882–1953), US-amerikanischer Baseballspieler
- Mike McCormick (Baseballspieler, 1917) (Myron Winthrop McCormick; 1917–1976), US-amerikanischer Baseballspieler
- Mike McCormick (Baseballspieler, 1938) (Michael Francis McCormick; 1938–2020), US-amerikanischer Baseballspieler
- Mike McCormick (Eishockeyspieler) (auch Robert McCormick; * 1968), US-amerikanischer Eishockeyspieler
- Nelson McCormick, Regisseur, Produzent und Drehbuchautor
- Nelson B. McCormick (1847–1914), US-amerikanischer Politiker
- Pat McCormick (1927–2005), US-amerikanischer Schauspieler und Autor
- Patricia McCormick (1930–2023), US-amerikanische Wasserspringerin
- Patricia McCormick (Autorin), US-amerikanische Schriftstellerin
- Patrick McCormick, australischer Filmproduzent
- Peter McCormick (1833–1916), australischer Schullehrer und Komponist
- Rich McCormick (* 1968), US-amerikanischer Politiker
- Richard Cunningham McCormick (1832–1901), US-amerikanischer Politiker
- Riley McCormick (* 1991), kanadischer Wasserspringer
- Robert McCormick (1800–1890), britischer Polarforscher
- Robert R. McCormick (1880–1955), US-amerikanischer Verleger
- Robert Sanderson McCormick (1849–1919), US-amerikanischer Diplomat und Wirtschaftsmanager
- Ruth McCormick-Simms (1880–1944), US-amerikanische Politikerin
- Sheila Cherfilus-McCormick (* 1979), US-amerikanische Anwältin und Politikerin
- Sierra McCormick (* 1997), US-amerikanische Schauspielerin
- Stephen McCormick (* 1969), schottischer Fußballspieler
- Tom McCormick (1890–1916), irischer Boxer
- Washington J. McCormick (1884–1949), US-amerikanischer Politiker